# Трюггви Олафссон
Трюггви Олафссон (род. ок. 930 года — ум. в 963 году, мыс Сотанес, Викен) — норвежский конунг, сын Олафа Гейрстадальфа, внук первого великого конунга Норвегии Харальда Прекрасноволосого. Конунг Вингулмарка, Ранрики и Викена.

## Биография
Родился, вероятнее всего, между 925 и 930 годами, так как сага называет Трюггви и его двоюродного брата Гудрёда Бьёрнссона «почти сверстниками», а Гудрёд родился примерно в середине 920-х годов. Около 930 года конунг Вестфольда Бьёрн Мореход был убит в борьбе за власть, а отец Трюггви, Олаф Харальдссон Гейрстадальф, принял владения брата и взял на воспитание обоих детей — своего сына Трюггви и племянника Гудрёда. По традиции саг, сказано, что «мало кто был так крепок и силен, как Трюггви». Весной 934 года конунг Эйрик Кровавая Секира, ведя борьбу с родственниками за единоличную власть, победил в битве Олафа Гейрстадальфа. После его гибели Трюггви и Гудрёд бежали в Оппланн.
После свержения Эйрика Кровавой Секиры, Трюггви и его двоюродный брат Гудрёд получили от нового правителя Норвегии, Хакона Доброго, владения, которыми прежде владели их отцы: Трюггви — Вингулмарк и Ранрики, а Гудрёд — Вестфольд. На время малолетства обоих конунгов к ним также были приставлены советники — «благородные и умные мужи». Также Хакон вернул старые условия владения землями — конунгам причиталась половина собираемых налогов, вторую половину они обязывались отправлять в столицу.
Около 954 года (по саге — осенью того года, когда скончался Эйрик Кровавая Секира) Трюггви Олафссон ходил в викингский поход в Ирландию и Шотландию. Весной следующего, 955 года Хакон Добрый поручил Трюггви Олафссону управление Викеном. С середины 950-х годов начинается борьба за власть в Норвегии между Хаконом Добрым и целой коалицией его противников во главе с сыновьями Эйрика Кровавой Секиры. Трюггви, поддерживавший Хакона, неоднократно сходился с противниками в битвах, победа в которых доставалась то одной, то другой стороне. Известно о нападениях противников на Викен, а также о нападениях войск Трюггви на Халланд и Сьяланд.
После гибели Хакона Доброго в 961 году в битве у Фитьяра новым великим конунгом стал сын Эйрика Кровавой Секиры, Харальд II Серая Шкура, который фактически правил совместно с матерью, Гуннхильд Матерью Конунгов, и братьями Гуттормом, Гудрёдом, Сигурдом, Рагнфрёдом и другими. В первую же зиму своего правления Харальд с братьями начал переговоры со своими главными противниками — Трюггви и Гудрёдом Бьёрнссоном. По итогам переговоров Харальд Серая Шкура оставил в подчинении у конунгов-противников те территории, которыми они владели ранее. Впоследствии они встретились ещё раз, вновь решив «поддерживать дружбу».
Тем не менее, конфликт между Трюгвви и Харальдом Серая Шкура не мог не возникнуть. Трюггви и Гудрёд Бьёрнссон контролировали большую и очень важную территорию — Викен. Весной 963 года между братьями Харальдом II Серой Шкурой и Гудрёдом Эйрикссоном произошёл конфликт, после того, как на традиционном прощальном (перед походом) пиру один из присутствовавших заявил, что Харальд во всём превосходит своего брата. Гудрёд отправился в поход один, без брата. Собирая войска, он направил послание Трюггви Олафссону с требованием присоединиться к походу. Двое конунгов встретились недалеко от мыса Сотанес в Викене, но во время переговоров воины Гудрёда неожиданно набросились на Трюггви и убили его.
После смерти Трюггви Харальд II и его братья присоединили к своим владениям Викен.

## Семья
Женой Трюггви Олафссона была Астрид Эйриксдоттир, дочь «могущественного мужа» Эйрика Бьодаскалли из Опростадира (ныне Обрестад, в Ругаланне). При жизни Трюггви Астрид родила двоих дочерей:
- Ингеборга была замужем за ярлом Рагнвальдом Ульвссоном, двоюродным братом шведской принцессы и новгородской (затем – киевской) княгини Ингигерд. В этом браке родились Ульв Рагнвальдссон и Эйлив Рагнвальдссон (оба были на русской службе).
- Астрид Трюггведоттир была замужем за лендрманом Эрлингом Скьялгссоном. У них было семеро детей.

Единственный сын Трюггви Олафссона, Олаф Трюггвасон, родился, согласно саге, уже после смерти отца. Впрочем, есть версия, что Олаф родился, когда его отец был ещё жив — об этом свидетельствует тот факт, что Олаф получил имя по деду (а не по отцу, как «посмертные» дети), об этом свидетельствуют и другие источники.